# Umberto Ricci
Pour les articles homonymes, voir Ricci.
Umberto Ricci (né le 13 novembre 1878 à Capurso, dans la province de Bari, dans les Pouilles et mort le 3 octobre 1957 à Rome)  était homme politique italien, qui fut ministre de l'Intérieur du royaume d'Italie après la chute de Mussolini.

## Biographie
Diplômé en droit de l'université de Bologne, Umberto Ricci occupa divers postes à la direction de certaines entités liées aux Travaux publics (membre du conseil d'administration du Consortium des Travaux publics, président de la Société pour la réhabilitation de Naples).
Pendant les années du fascisme, il fut préfet dans certaines villes du nord de l'Italie :
- Pavie (23 mars - 31 décembre 1924)
- Udine (31 décembre 1924 - 7 mai 1926)
- Bolzano (1er décembre 1926 - 2 septembre 1928)
- Turin (3 août 1930 - 31 août 1933)

Du 12 septembre 1928 au 11 février 1929, Umberto Ricci exerça, avec le titre de commissaire, les fonctions de maire de Turin.
Inscrit au Parti national fasciste le 1er juin 1926, il est nommé sénateur du Royaume le 22 avril 1939. Pendant son mandat au Sénat, il fut membre de la Commission des Affaires intérieures et de la Justice (27 mai 1939-27 janvier 1940), puis de la Commission des Finances (27 janvier 1940-5 août 1943).
Après le renversement de Mussolini, Umberto Ricci est nommé ministre de l'Intérieur dans le premier gouvernement Badoglio, du 9 août 1943 au 11 février 1944. Dans les jours précédant le 8 septembre 1943, il destitue un certain nombre de préfets trop liés à l'ancien régime.
À la fin de ses fonctions au ministère, Umberto Ricci a été renvoyé devant la Haute Cour de Justice pour les sanctions contre le fascisme.
Umberto Ricci meurt à Rome le 3 octobre 1957 à l'âge de 78 ans.

## Source de traduction
- (it) Cet article est partiellement ou en totalité issu de l’article de Wikipédia en italien intitulé « Umberto Ricci » (voir la liste des auteurs).